# رنگی‌والا
رنگی‌والا (به انگلیسی: Rangewala) یک روستا در پاکستان است که در پنجاب واقع شده‌است. رنگی‌والا ۱۸۰ متر بالاتر از سطح دریا واقع شده‌است.